# Barberêche
Barberêche (tyska: Bärfischen) är en ort i kommunen Courtepin i kantonen Fribourg, Schweiz. Barberêche var tidigare en egen kommun, men den 1 januari 2017 inkorporerades den i Courtepin.